# Valmont (Moselle)
Valmont (Duits: Walmen) is een gemeente in het Franse departement Moselle (regio Grand Est). De plaats maakt deel uit van het arrondissement Forbach-Boulay-Moselle. Valmont telde op 1 januari 2022 2.951 inwoners.

## Geografie
De oppervlakte van Valmont bedroeg op 1 januari 2022 9,24 vierkante kilometer; de bevolkingsdichtheid was toen 319,4 inwoners per km².

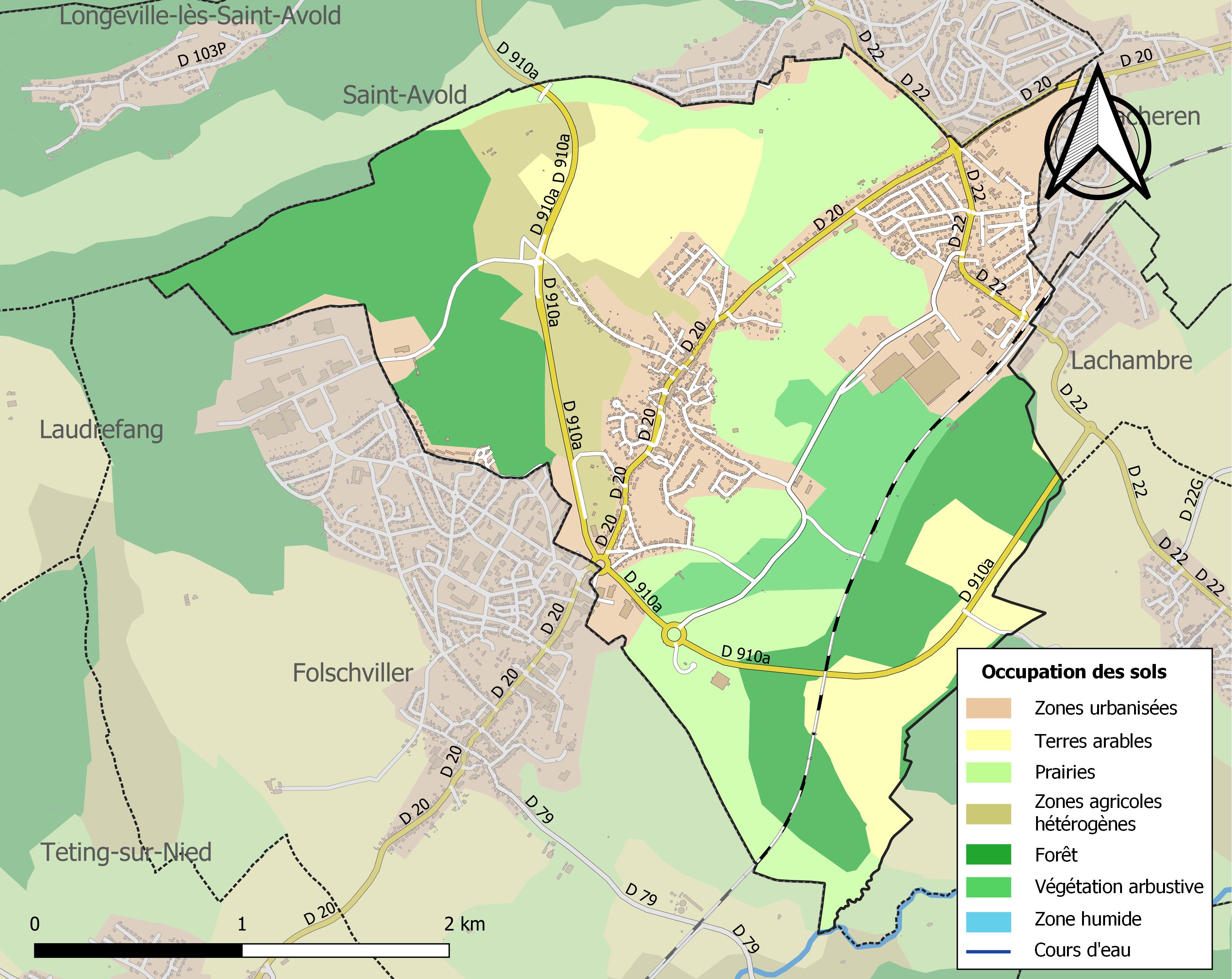
Kaart van de gemeente met de belangrijkste infrastructuur, bodemgebruik en omliggende gemeenten

## Demografie
Onderstaande figuur toont het verloop van het inwonertal (bron: INSEE-tellingen).